# Доменигинис, Франгискос
Франгискос Ламбринос Доменегинис (греч.  Φραγκίσκος Λαμπρινός Δομενεγίνης , 1807, Закинф Республика Семи Островов — 1874 Закинф Греческое королевство) — видный греческий политик, литератор, художник и композитор Семиостровной школы XIX века.

## Биография
Франгискос Ламбринос Доменегинис упоминается также и как Доменикинис (Δομενικίνης), родился в 1807 или 1809 году на острове Закинф Ионических островов.
Доменегинис происходит из благородной и влиятельной на Закинфе семьи Domeneghini, записанной в венецианской Золотой книге (Libro d’Oro), члены которой были среди подписавшихся под временной конституцией Ионической республики в 1799 году.
Сначала он изучал музыку на Закинфе и в итальянской Сиене, затем недолго изучал право в Болонье.
Однако будучи греческим патриотом и после того как его земляк и бывший министр иностранных дел России, Иоанн Каподистрия, возглавил возрождающуюся и ещё сражающуюся страну страну, Доменегинис оставил учёбу и отправился в Грецию.
Он вступил в кавалерийское соединение единственного регулярного полка повстанцев, принял участие в сражениях последних лет войны и отличился в боях за остров Эвбея.
После убийства Каподистрии в 1831 году, он вернулся на Закинф, где посвятил себя изучению музыки и театра.
Он продолжил своё музыкальное образование у Николаоса Мандзароса на острове Керкира.
При верховном комиссаре британской короны George Nugent-Grenville, Доменигинис стал одним из лидеров Либеральной партии (Κόμμα των Φιλελευθέρων) Ионических островов и, вместе с Антониосом Гаитасом, ходатайствовал о реорганизации Ионического государства перед британской королевой Викторией.
Позже он присоединился к Партии Радикалов (Κόμμα των Ριζοσπαστών) и был в числе десяти депутатов, подписавшихся под обращением о воссоединении Ионических островов с Грецией.
По этой причине, британский верховный комиссар Henry George Ward интернировал Доменегиниса на самый отдалённый островок Ионической республики, Антикитира, где он оставался с декабря 1851 по октябрь 1853 года.
Письма его жены Элисавет оттуда, дочери русского консула, были позже опубликованы и свидетельствуют о суровости ссылки, отказа верховного комиссара от каких либо попыток примирения.
После освобождения Доменегинис продолжил свою политическую борьбу против иностранного господства над Ионическими островами и борьбу за освобождение своих однопартийцев.
В ходе Крымской войны, когда Греческое королевство было «единственной европейской страной на стороне России»:469) и невзирая на британское давление, оказывал поддержку греческим восстаниям на османской территории.
Однако бо́льшую известность в тот период получил его двоюродный брат, Натанаил Доменегинис, возглавивший в Эпире один из отрядов добровольцев с Ионических островов.
Франгискос Доменегинис был членом земского собрания Закинфа и «греко-итальянского комитета» в поддержку Рисорджименто , видя в объединении Италии пример для объединения Греции.
Переписывался с Гарибальди.
Он был одним из представителей Ионических островов на Второй Афинской ассамблеи, которая подготовила Конституцию Греции 1864 года.
В дополнение к своей политической деятельности Доменегинис работал как актёр любитель, художник, но в основном в качестве композитора.
Он написал музыку к стихам Дионисия Соломоса, Юлиуса Претендериса, и Кандианоса Ромаса.
После воссоединения с Грецией он написал Королевский гимн для хора и оркестра, который прозвучал во время первого визита греческого короля Георга I на Закинф.
Он был одним из первых композиторов, который сделал события Освободительной войны Греции предметом опер, а именно Маркос Боцарис (либретто закинфца Георгия Лагуидараса) и  Деспо, Героиня Сулиона , на итальянское либретто Типалдоса.
Музыковеды отмечают, что Маркос Боцарис был любимым персонажем оперных композиторов Ионических островов и что, как минимум, четыре оперных ионических композитора написали оперы под этим именем в тот период. Первым из них, Доменгинис представил свою оперу 28 мая 1849 года. Музыковеды отмечают, что это было не случайно, поскольку по времени премьера совпадала с периодом революционных потрясений в Европе.
Особое внимание в своей работе Доменегинис придавал Православной церковной музыке.
Однако написанный им Справочник теоретической музыки (Εγχειρίδιο θεωρητικής μουσικής) был утерян).
Франгискос Доменегинис умер на своём родном острове в 1874 году.